# Allan Källoff
Allan Källoff, född 22 juli 1906 i Jönköping, död 27 januari 2001, var en svensk jurist som var lagman i Sjuhäradsbygdens tingsrätt från 1971 till 1973.
Källoff blev juris kandidat vid Lunds universitet 1931 och genomförde sin tingstjänstgöring 1931–1935 innan han 1935 blev fiskal i Göta hovrätt. Han blev rådman i Borås rådhusrätt 1939 och häradshövding i Kinds och Redvägs domsaga 1965. Han var lagman i Sjuhäradsbygdens tingsrätt 1971–1973.
Källoff var son till försäkringsdirektör William Hay Wennberg och hans maka Annie, född Hultgren, samt halvbror till Nils Källoff. Han var från 1936 gift med Majken, född Rahm 1913.